# T Vulpeculae
T Vulpeculae  är en pulserande variabel av Delta Cephei-typ (DCEP) i stjärnbilden Räven. 
Stjärnan varierar mellan visuell magnitud +5,41 och 6,09 med en period av 4,435424 dygn.